# Star Wars - Episodio II - L'attacco dei cloni
Star Wars - Episodio II - L'attacco dei cloni (Star Wars: Episode II - Attack of the Clones) è un film del 2002 diretto da George Lucas. Scritto da Lucas con Jonathan Hales, è il quinto film della saga di Guerre stellari ad essere stato distribuito e il secondo della trilogia prequel. La pellicola ha come protagonisti Ewan McGregor, Hayden Christensen, Natalie Portman, Ian McDiarmid, Samuel L. Jackson, Christopher Lee, Anthony Daniels, Kenny Baker e Frank Oz.
La storia è ambientata dieci anni dopo La minaccia fantasma, quando migliaia di sistemi planetari si separano lentamente dalla Repubblica Galattica e si uniscono alla neonata Confederazione dei Sistemi Indipendenti, guidata dall'ex Maestro Jedi Conte Dooku, con la galassia sull'orlo della guerra civile, Obi-Wan Kenobi indaga su un misterioso tentativo di omicidio della senatrice ed ex regina di Naboo Padmé Amidala, che lo porta a scoprire un esercito di cloni al servizio della Repubblica e la verità dietro il movimento separatista. Nel frattempo, il suo apprendista Anakin Skywalker viene incaricato di proteggere Amidala e sviluppa una storia d'amore segreta con lei. Ben presto, il trio assiste all'inizio di una nuova minaccia per la galassia: le guerre dei cloni.
Lo sviluppo de L'attacco dei cloni iniziò nel marzo del 2000, alcuni mesi dopo l'uscita de La minaccia fantasma. Nel giugno 2000, Lucas e Hales completarono una bozza della sceneggiatura e le riprese principali si sono svolte da giugno a settembre 2000. La troupe cinematografica ha girato principalmente ai Fox Studios Australia a Sydney, in Australia, con riprese aggiuntive in Tunisia, Spagna e Italia. È stato uno dei primi film girati completamente con un sistema digitale a 24 fotogrammi ad alta definizione.
Il film uscì il 16 maggio del 2002 raccogliendo dalla critica recensioni contrastanti, come il suo predecessore, ma fu un successo finanziario; tuttavia, divenne anche il primo film di Guerre stellari a incassare di più all'estero che in patria nel suo anno di uscita. Il film uscì in DVD e VHS il 12 novembre 2002 ed è stato poi distribuito in Blu-ray il 16 settembre 2011. Un sequel, intitolato Star Wars - Episodio III - La vendetta dei Sith, venne distribuito nel 2005.

## Trama
Dieci anni dopo l'invasione di Naboo da parte della Federazione dei Mercanti, la Repubblica Galattica è minacciata da un movimento separatista organizzato da un ex Maestro Jedi, il Conte Dooku. La senatrice Padmé Amidala, ex regina di Naboo, arriva a Coruscant con lo scopo di votare una mozione per creare un esercito che aiuti gli Jedi contro questa minaccia. Dopo aver subito vari attentati, Padmé viene posta sotto la protezione del Cavaliere Jedi Obi-Wan Kenobi e del suo apprendista Anakin Skywalker. I due Jedi sventano un ulteriore attentato alla vita della senatrice e catturano la responsabile, Zam Wesell, una mutaforma. Tuttavia, la mutaforma viene subito uccisa dal misterioso cacciatore di taglie che l'aveva assoldata. Il Consiglio Jedi assegna a Obi-Wan l'incarico di identificare e catturare il cacciatore di taglie, mentre Anakin viene incaricato di riportare Padmé a Naboo.
Le indagini di Obi-Wan lo portano sul remoto pianeta oceanico Kamino, le cui tracce sono state addirittura cancellate da tutti gli archivi degli Jedi. Giunto sul pianeta, Obi-Wan viene scambiato per un inviato dei separatisti. Sfruttando la situazione a suo vantaggio, Obi-Wan scopre che su Kamino si sta producendo un esercito di cloni per la Repubblica per conto di un Jedi - Sifodias - che in realtà è morto da tempo. Il modello genetico dei cloni è il cacciatore di taglie Jango Fett. Obi-Wan deduce che Jango è il cacciatore di taglie che sta cercando e - dopo aver posizionato un segnalatore sulla sua nave (Slave I) - segue lui e suo figlio Boba fino al pianeta desertico di Geonosis. Nel frattempo, su Naboo, Anakin confessa a Padmé il suo amore, ma la senatrice lo respinge facendogli capire che i loro ruoli sono incompatibili con il sentimento che pur li lega. Anakin, continuamente turbato da sogni premonitori che vedono sua madre Shmi sofferente, contravviene all'ordine del consiglio Jedi e - insieme a Padmé - si reca a Tatooine per capire la natura dei sogni. Lì incontrano Watto, ex padrone di Anakin, che riferisce loro che ora Shmi è libera e che ha sposato Cliegg Lars, colui che l'ha liberata. Una volta giunti alla fattoria dei Lars, Cliegg racconta loro che Shmi è stata rapita dai Tusken settimane prima ed è probabilmente morta. Determinato a trovarla, Anakin si reca all'accampamento dei Tusken e la trova in fin di vita a causa delle torture subite. Dopo che Shmi muore tra le sue braccia, Anakin scatena la sua furia sui Tusken massacrandone l'intera tribù (incluse anche donne e bambini), quindi riporta a casa il corpo della madre. Dopo aver rivelato il suo orribile atto a Padmé, Anakin dice di voler divenire tanto potente da impedire la morte.

Boba Fett mentre raccoglie il casco del padre Jango

Intanto, su Geonosis, Obi-Wan scopre i piani dei separatisti: il Conte Dooku, che aveva organizzato l'assassinio di Padmé, sta sviluppando un esercito di droidi da battaglia insieme al viceré della Federazione Nute Gunray. Obi-Wan trasmette le sue scoperte ad Anakin chiedendogli di ritrasmetterle al Consiglio Jedi, ma viene catturato durante la trasmissione. Anakin - tornato all'accampamento di Lars - riceve il messaggio e lo ritrasmette; poi, Anakin, Padmé, R2-D2 e C-3PO, viaggiano verso Geonosis per salvare Obi-Wan, ma vengono catturati a loro volta. Per contrastare l'esercito di droidi, il senato assegna al Cancelliere Supremo Palpatine poteri speciali. 
Su Geonosis, Anakin, Padmé e Obi-Wan vengono condannati a morte ma l'intervento di un battaglione di cloni e degli Jedi - guidati da Mace Windu e Yoda - li salva. Jango Fett viene ucciso da Windu. Mentre cloni e droidi combattono, Obi-Wan e Anakin inseguono Dooku e, raggiuntolo, lo sfidano a duello con le spade laser. Dooku immobilizza Anakin, poi sconfigge Obi-Wan ferendolo a una gamba e ad un braccio ed infine sconfigge Anakin, amputandogli un braccio. Infine anche Yoda arriva sul luogo dello scontro; si scopre che Dooku è stato suo allievo; i due duellano: Yoda appare in vantaggio ma Dooku lo costringe ad abbandonare il duello per salvare Obi-Wan e Dooku approfitta della situazione per fuggire. 
Arrivato a Coruscant, Dooku consegna al suo maestro Sith Darth Sidious i modelli per la nuova super arma della Federazione, la Morte Nera, e gli annuncia che la guerra è cominciata. 
Mentre i Jedi riconoscono l'inizio della guerra dei cloni, Anakin (dotato di un braccio robotico) sposa in segreto Padmé su Naboo, con C-3PO e R2-D2 come loro testimoni.

## Produzione

### Sceneggiatura

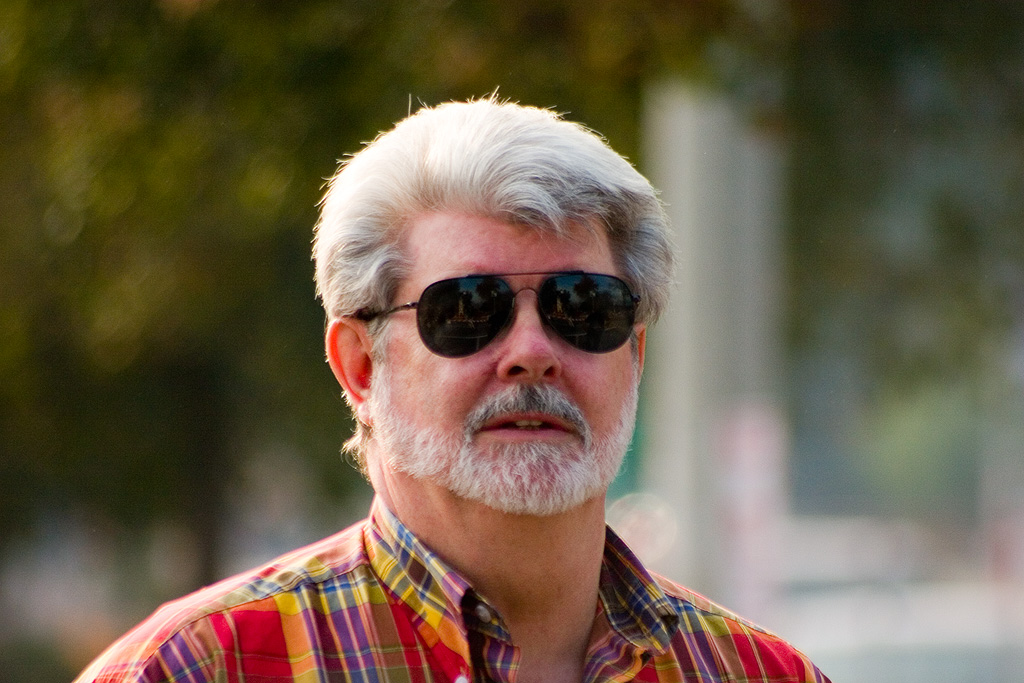
George Lucas, regista e co-sceneggiatore del film

Dopo le recensioni controverse da parte della critica al film La minaccia fantasma, Lucas esitò a tornare alla scrivania. Nel marzo 2000, appena tre mesi prima dell'inizio delle riprese, Lucas riuscì a completare una bozza preliminare dell'Episodio II. Il regista continuò poi a lavorarci su, producendo una prima ed una seconda bozza definitive. Per avere un aiuto con la terza bozza, che sarebbe poi diventata la sceneggiatura vera e propria, Lucas chiamò Jonathan Hales, che aveva scritto per lui diversi episodi della serie televisiva Le avventure del giovane Indiana Jones, ma aveva limitata esperienza di scrittura di film cinematografici. Lo script finale fu completato solo una settimana prima dell'inizio delle riprese.
Per scherzo, il titolo di lavorazione del film era Jar Jar's Big Adventure, un riferimento sarcastico alle numerose critiche negative al personaggio dell'Episodio I.
Nello scrivere L'Impero colpisce ancora, Lucas inizialmente aveva deciso che Lando Calrissian era un clone venuto da un pianeta di cloni che avevano poi causato le "guerre dei cloni" menzionate da Obi-Wan Kenobi in Guerre stellari; in seguito ideò un concetto alternativo su un esercito di cloni d'assalto proveniente da un pianeta remoto, usato dalla Repubblica nella guerra che ne era seguita.

### Cast
- Ewan McGregor interpreta Obi-Wan Kenobi, Maestro Jedi e mentore di Anakin Skywalker.
- Natalie Portman interpreta Padmé Amidala, ex regina di Naboo, ora senatrice in rappresentanza del suo pianeta.
- Hayden Christensen interpreta Anakin Skywalker, apprendista Padawan di Obi-Wan. Rispetto al primo film, è cresciuto ed è diventato molto potente, ma anche molto testardo e arrogante. Christensen fu scelto dopo una grande ricerca per tutti gli Stati Uniti che condusse a provini di numerosi attori, perlopiù sconosciuti. Tra i molti attori affermati ci furono Jonathan Brandis, Ryan Phillippe,[5] Colin Hanks e Paul Walker.[6] Anche Leonardo DiCaprio incontrò Lucas per il ruolo, ma infine non si rese disponibile.[7]
- Frank Oz dà voce a Yoda, il vecchio Gran Maestro Jedi proveniente da un pianeta sconosciuto che, oltre a sedere nel Consiglio Jedi, è l'istruttore dei bambini Jedi.
- Samuel L. Jackson interpreta Mace Windu, Maestro Jedi che siede nel Consiglio Jedi e che guarda con diffidenza la politica del Senato. Su sua personale richiesta, Jackson ottenne che il suo personaggio utilizzasse una spada laser dalla luce viola, al contrario delle tradizionali blu e verde per i "buoni" e rossa per i "cattivi".[8]
- Christopher Lee interpreta il Conte Dooku, ex Maestro Jedi che ora guida il movimento separatista ed è il nuovo apprendista Sith di Darth Sidious.
- Ian McDiarmid interpreta Palpatine, ex senatore di Naboo, ora eletto Cancelliere Supremo della Repubblica Galattica, segretamente Signore dei Sith, ovvero Darth Sidious.
- Anthony Daniels interpreta C-3PO, un droide protocollare costruito da Anakin per sua madre.
- Kenny Baker interpreta R2-D2 è un droide astromeccanico spesso impegnato in varie missioni con Anakin e Obi-Wan.

Ahmed Best, Pernilla August, Oliver Ford Davies, Andy Secombe e Silas Carson riprendono i loro ruoli da La minaccia fantasma rispettivamente come Jar Jar Binks, Shmi Skywalker, Sio Bibble, Watto e Nute Gunray, con Carson che interpreta anche Ki-Adi-Mundi, un membro del Consiglio Jedi. Alethea McGrath interpreta Jocasta Nu, il capo bibliotecario degli Archivi Jedi. Temuera Morrison interpreta Jango Fett, un cacciatore di taglie mandaloriano che fornisce il suo DNA per creare l'esercito dei cloni. Jimmy Smits interpreta Bail Organa, un senatore della Repubblica, e Jay Laga'aia il capitano Gregar Typho, capo della sicurezza della senatrice Amidala. Daniel Logan interpreta il giovane Boba Fett, figlio di Jango creato con il suo DNA. Leeanna Walsman interpreta Zam Wesell, una cacciatrice di taglie Clawdite mutaforma partner di Jango, a cui è stato affidato il compito di assassinare Padmé. Jack Thompson interpreta Cliegg Lars, un estrattore di umidità che ha liberato e sposato Shmi, diventando così il patrigno di Anakin. Joel Edgerton e Bonnie Piesse interpretano Owen Lars - figlio di Cliegg Lars e fratellastro di Anakin - e la sua fidanzata Beru Whitesun. Ayesha Dharker interpreta Jamillia, la regina di Naboo, mentre Rose Byrne e Veronica Segura interpretano rispettivamente Dormé e Cordé, due ancelle di Padmé (la seconda viene uccisa durante il primo attentato alla senatrice). Liam Neeson è presente in un cameo vocale non accreditato nei panni del defunto Jedi Qui-Gon Jinn nella scena in cui Anakin massacra i Predoni Tusken. La sua voce è ottenuta tramite registrazioni d'archivio prese da La minaccia fantasma.

### Pre-produzione
Il film si basò quasi esclusivamente su animatic digitali piuttosto che sugli storyboard per previsualizzare le sequenze per il montaggio nella fase iniziale della produzione. Benché Lucas avesse usato altri modi per produrre storyboard in movimento in passato, dopo La minaccia fantasma fu presa la decisione di sfruttare la crescente tecnologia digitale. Il procedimento iniziò con la creazione da parte di Ben Burtt di ciò che il reparto definì come "videomatic", così chiamati perché girati su una videocamera domestica. In questi videomatic gli assistenti di produzione e i parenti degli addetti al reparto interpretavano le scene di fronte al chroma key. Utilizzando la CGI il reparto di previsualizzazione successivamente riempiva il green screen con gli sfondi grezzi. Burtt poi montava insieme questi filmati e li mandava a Lucas per le modifiche e l'approvazione. Il risultato era un esempio approssimativo di ciò che il prodotto finale era destinato ad essere. Il reparto di previsualizzazione quindi creava una versione affinata del videomatic creando un animatic in cui attori, oggetti di scena e scenografie venivano sostituiti da controparti digitali per dare un'idea più precisa, benché ancora grezza, di ciò che si sarebbe poi visto. L'animatic veniva poi portato sul set e mostrato agli attori in modo che potessero capire il concept della scena che stavano girando, in mezzo alla grande quantità di green screen utilizzato. Diversamente dalla maggior parte delle sequenze d'azione, per la Battaglia di Geonosis non furono creati storyboard o videomatic, ma realizzata direttamente in animatic dopo che il reparto aveva ricevuto una paginetta vaga sulla sequenza. L'intento era quello di creare una serie di piccoli eventi che sarebbero poi stati montati insieme per il ritmo all'interno del film finito. Al reparto fu data carta bianca per quanto riguarda gli eventi da creare all'interno degli animatic; Lucas chiese solo delle buone sequenze d'azione che lui potesse scegliere e approvare in seguito.

### Lavorazione

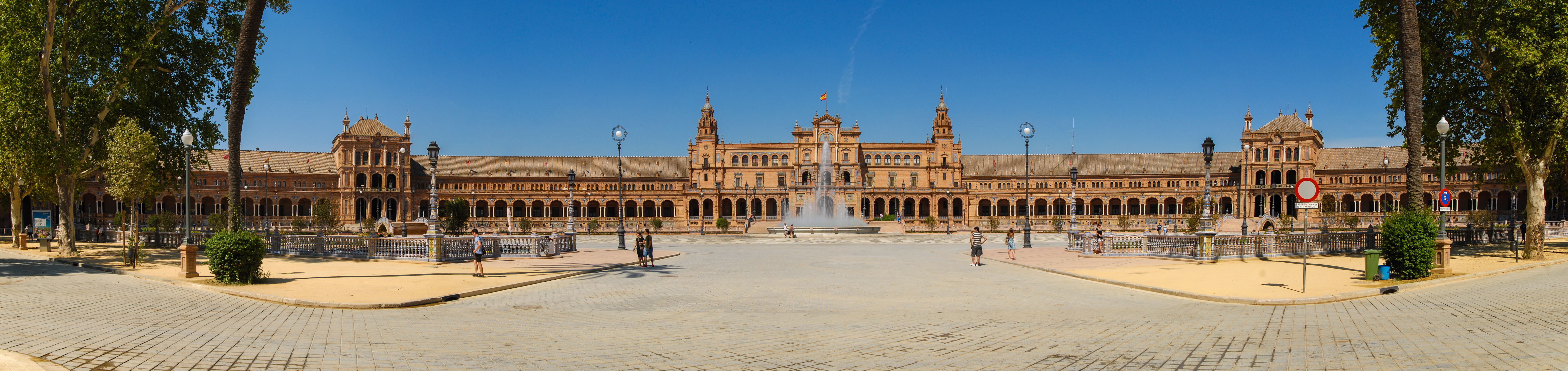
La Plaza de España fu la location per il palazzo di Naboo.

Il film fu girato tra il 26 giugno e il 20 settembre 2000. Le riprese in interni furono eseguite principalmente ai Fox Studios Australia di Sydney, mentre quelle in esterni ebbero luogo nel deserto tunisino, alla Plaza de España di Siviglia, a Londra, in Cina, a Vancouver, a San Diego e in Italia (alla Villa del Balbianello sul lago di Como e nella Reggia di Caserta). Nuove riprese furono effettuate nel marzo 2001. In questo periodo fu sviluppata una nuova sequenza d'azione nella fabbrica di droidi dopo che Lucas aveva deciso che il film non aveva un ritmo abbastanza veloce nel lasso di tempo corrispondente. La previsualizzazione della sequenza fu affrettata, e le riprese live-action vennero eseguite nell'arco di quattro ore e mezza. A causa del metodo con cui Lucas creava riprese attraverso vari dipartimenti e fonti a volte a miglia di distanza l'uno dall'altro, L'attacco dei cloni diventò il primo film ad essere prodotto attraverso quello che Rick McCallum chiamò "cinema virtuale".

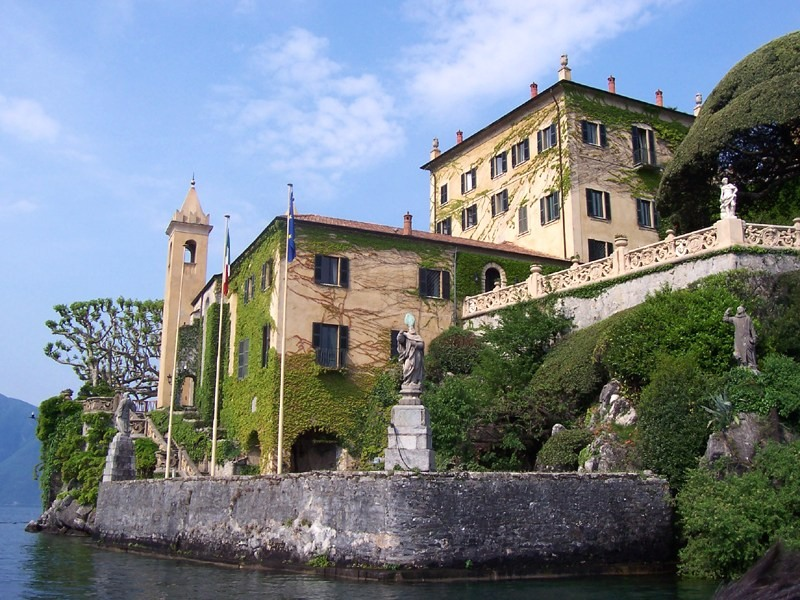
La Villa Del Balbianello fu la location per la regione dei laghi di Naboo.

 Durante le riprese in Tunisia venne girata inoltre una scena, poi scartata e rigirata nel set de La vendetta dei Sith, che avrebbe mostrato Obi-Wan consegnare il piccolo Luke ai Lars. Come La minaccia fantasma, L'attacco dei cloni favorì lo sviluppo tecnologico, spostando efficacemente Hollywood nell'"era digitale" con l'uso della HDW-F900, una cinepresa digitale sviluppata da Sony e Panavision che utilizza un sistema HD digitale a 24 fotogrammi. Essa funzionò senza complicazioni anche per le riprese nel deserto tunisino con temperature fino a 51 °C, a differenza di quanto successo in precedenza. Lucas aveva dichiarato di voler girare La minaccia fantasma in questo formato, ma Sony non era stata in grado di costruire le cineprese in tempo. Nel 2002 L'attacco dei cloni divenne il terzo film girato interamente con una fotocamera digitale 24p (preceduto nel 2001 da Jackpot e Vidocq - La maschera senza volto). Le cineprese girarono in 16:9 HDCAM (1080p), anche se l'immagine fu ritagliata in 2,40:1. Nonostante gli sforzi di Lucas per convincere i cinema a passare ai proiettori digitali per Episodio II, solo alcuni lo fecero.

### Post-produzione
Oltre ad introdurre la cinepresa digitale, L'attacco dei cloni mise in evidenza le "controfigure digitali" come modelli generati al computer che sostituiscono gli attori allo stesso modo delle controfigure tradizionali. Inoltre favorì l'autenticità dei personaggi generati al computer con l'introduzione di una nuova versione completamente in CGI di Yoda. Rob Coleman e John Knoll prepararono due test con uno Yoda animato in CGI usando l'audio de L'Impero colpisce ancora. Anche l'aspetto di Yoda in tale film servì come punto di riferimento per la creazione del personaggio; Lucas disse più volte al reparto di animazione che "il trucco" per l'animazione dello Yoda in CGI era quello di farlo come il pupazzo su cui era basato, al fine di mantenere un flusso di continuità. Frank Oz (voce e burattinaio per Yoda nella trilogia originale e La minaccia fantasma) consigliò che Yoda dovesse apparire estremamente vecchio, dolorante e frigido. Coleman in seguito spiegò che "quando Frank avrebbe spostato la testa, le orecchie avrebbero oscillato. Se non avessimo fatto così, non sarebbe sembrato Yoda". A causa delle acrobazie nel duello di spada laser tra il Conte Dooku e Yoda, l'allora settantottenne Christopher Lee fece affidamento su una controfigura per eseguire le scene più impegnative. Il volto di Lee fu sovrapposto al corpo della controfigura in tutte le inquadrature tranne i primi piani, da lui stesso interpretati. Lucas definì spesso il duello cruciale per il dipartimento di animazione, poiché sarebbe potuto diventare ridicolo piuttosto che drammatico.

## Colonna sonora
La colonna sonora del film fu composta e diretta da John Williams, ed eseguita dalla London Symphony Orchestra con la partecipazione delle London Voices. La colonna sonora ricrea il brano "The Imperial March (Darth Vader's Theme)" de L'Impero colpisce ancora facendo de L'attacco dei cloni la sua prima apparizione cronologica (anche se una piccola parte di esso era apparsa alla fine del film precedente). Un video musicale per il tema principale "Across the Stars (Love Theme from Attack of the Clones)" fu prodotto appositamente per il DVD.
L'album della colonna sonora fu pubblicato il 23 aprile 2002 dalla Sony Classical. Il 15 marzo 2016 ne è stata pubblicata un'edizione limitata in vinile, inizialmente stampata in sole mille copie.

## Promozione
Dopo che un teaser trailer fu proiettato in anteprima con il film Monsters & Co., un nuovo trailer per il film andò in onda sulla rete Fox il 10 marzo 2002 tra le serie televisive Malcolm e X-Files, e fu reso disponibile sul sito ufficiale di Guerre stellari lo stesso giorno. La società di ricollocamento Challenger, Gray & Christmas di Chicago previde, prima della distribuzione del film, che le aziende statunitensi avrebbero potuto perdere più di 319 milioni di dollari in termini di produttività a causa dei dipendenti che si sarebbero messi in malattia per vedere il film.

## Distribuzione
Il film fu presentato in anteprima il 12 maggio 2002 all'edizione inaugurale del Tribeca Film Festival nell'ambito delle proiezioni per la Children's Aid Society, un ente di beneficenza sostenuto da George Lucas. Fu poi proiettato fuori concorso al Festival di Cannes 2002 nello stesso giorno in cui fu distribuito in gran parte del mondo, il 16 maggio 2002. Il film fu successivamente distribuito anche nei cinema IMAX, pur non essendo stato girato in tale formato ma convertito con un procedimento di rimasterizzazione digitale. A causa delle limitazioni tecniche del proiettore IMAX, il film fu presentato in una versione ridotta a due ore.
Prima dell'uscita del film, ci sono state una serie di controversie riguardanti la violazione del copyright. Nel 2000, un'organizzazione denominata Atlas Group, con sede a Perth, nell'Australia occidentale, ha offerto una copia della sceneggiatura, con un prezzo richiesto di 100.000 dollari, a vari siti di fan e organizzazioni dei media, tra cui TheForce.Net. Lo schema è stato successivamente segnalato a Lucasfilm Ltd. dal sito dei fan.
Una copia non autorizzata sarebbe stata rilasciata in una proiezione privata, usando un registratore digitale puntato sullo schermo. Questa copia si diffuse su Internet e gli analisti prevedettero che un milione di fan avrebbero visto il film prima del suo rilascio. Inoltre, le autorità hanno sequestrato migliaia di bootleg in tutta Kuala Lumpur prima dell'uscita del film.

### Data di uscita
Le date di uscita internazionali nel corso del 2002 sono state:
- 16 maggio negli Emirati Arabi Uniti, nelle Antille Olandesi, in Austria (Star Wars: Episode II - Angriff der Klonkrieger), Australia, Aruba, Canada, Svizzera, Repubblica Ceca (Star Wars: Klony útocí), Germania (Star Wars: Episode II - Angriff der Klonkrieger), Danimarca (Star Wars: Episode II - Klonernes angreb), Finlandia (Star Wars: Episodi II - Kloonien hyökkäys), Regno Unito, Hong Kong, Croazia (Ratovi zvijezda: Epizoda II - Klonovi napadaju), Ungheria (Star Wars II. rész - A klónok támadása), Irlanda, Italia, Giordania, Kuwait, Kazakistan, Libano, Lituania (Zvaigzdziu karai. Klonu ataka), Malaysia, Norvegia (Star wars: Episode II - Klonene angriper), Nuova Zelanda, Filippine, Polonia (Gwiezdne wojny: Część II - Atak klonów), Porto Rico, Romania (Războiul stelelor - Episodul II: Atacul clonelor), Russia (Звёздные войны. Эпизод 2: Атака клонов), Svezia (Star Wars: Episod II - Klonerna anfaller), Singapore, Slovenia (Vojna zvezd: Epizoda II - Napad klonov), Slovacchia (Hviezdne vojny 2: Klonovaní útocia), Siria, Thailandia, Turchia (Yildiz Savaslari: Bölüm II - Klonlarin Saldirisi) e Stati Uniti
- 17 maggio in Belgio, Burkina Faso, Bulgaria (Междузвездни войни: Епизод II - Клонираните атакуват), Costa d'Avorio, Estonia (Star Wars: Osa II - Kloonide rünnak), Spagna (Star Wars: Episodio II. El ataque de los clones), Francia (Star Wars: Épisode II - L'attaque des clones), Grecia (Star Wars: Επεισόδιο 2 - Η επίθεση των κλώνων), Israele, Islanda, Marocco, Paesi Bassi, Portogallo (Star Wars: Episódio II - O Ataque dos Clones) e Taiwan
- 29 maggio in Egitto
- 7 giugno in India
- 8 giugno in Ucraina
- 14 giugno in Colombia
- 20 giugno in Bolivia
- 21 giugno in Guatemala, Honduras, Panama e Sudafrica
- 28 giugno in Costa Rica
- 1º luglio in Brasile (Star Wars: Episódio II - Ataque dos Clones) e Messico (Star Wars: Episodio II - El ataque de los clones)
- 3 luglio in Venezuela (La guerra de las galaxias: Episodio II - El ataque de los clones)
- 4 luglio in Argentina (Star Wars: Episodio II - El ataque de los clones), Belize, Cile e Repubblica Dominicana
- 5 luglio in Corea del Sud, Paraguay e Uruguay (Star Wars: Episodio ll - El ataque de los clones)
- 10 luglio in Barbados, Giamaica e Trinidad e Tobago
- 11 luglio in Nicaragua
- 12 luglio in Cina ed Ecuador
- 13 luglio in Giappone (Sutâ wôzu episoddo 2: Kurôn no kôgeki)
- 18 luglio in Perù (Star Wars: Episodio II - El ataque de los clones)
- 26 luglio in El Salvador

### Edizione italiana
Nel dicembre 2001 fu organizzata una petizione per chiedere che all'edizione italiana del film fosse riservata maggior cura di quanto fatto per La minaccia fantasma; la Fox decise quindi di cambiare società, dialoghista e direttore. Nel doppiaggio del film, eseguito dalla Dubbing Brothers International Italia e diretto da Claudio Sorrentino su dialoghi di Mauro Trentini, fu corretta la pronuncia del cognome di Palpatine e rimosso l'accento russo dei Neimoidiani. Il cast rimase quasi interamente lo stesso, con tre eccezioni:
- nel film precedente la voce di Palpatine / Darth Sidious era affidata erroneamente a due doppiatori differenti, ovvero Carlo Reali (Palpatine) e Gianni Bonagura (Sidious), mentre in questo film viene mantenuta solo la voce di Reali per entrambe le identità;
- Francesco Pezzulli sostituisce Alessio Puccio nel ruolo di Anakin Skywalker, in seguito all'invecchiamento del personaggio;
- Gil Baroni sostituisce Franco Chillemi nel ruolo di Sio Bibble.

### Edizioni home video

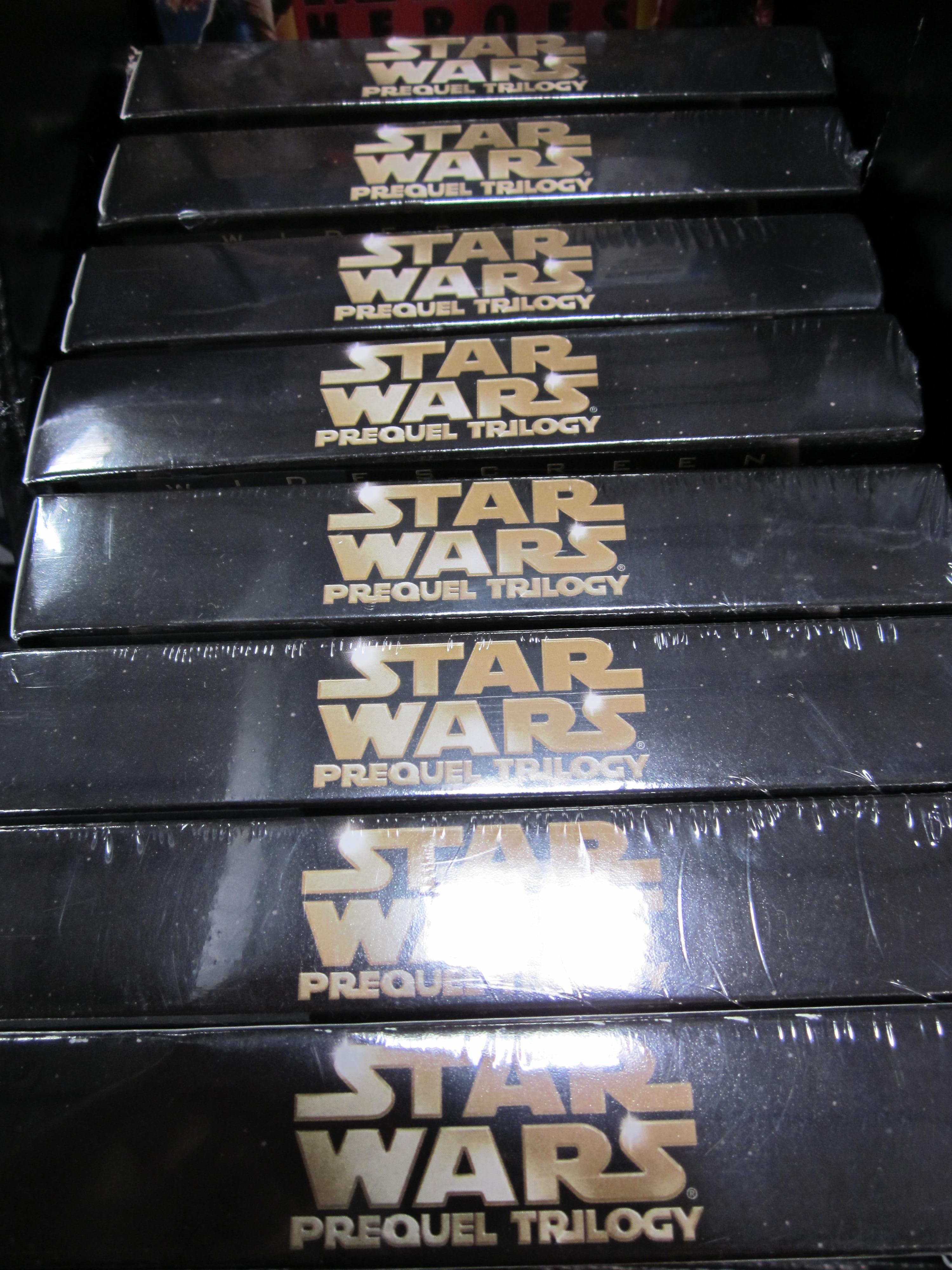
Alcuni cofanetti Star Wars: Prequel Trilogy del 2008

Il film fu distribuito in DVD e VHS il 12 novembre 2002. Il DVD, in un'unica edizione a due dischi, contiene un commento audio di George Lucas, Rick McCallum, Ben Burtt, Rob Coleman, Pablo Helman, John Knoll e Ben Snow, otto scene tagliate, molteplici documentari tra cui uno sulla creazione dei personaggi digitali e altri due che si concentrano sul sound design e la squadra degli animatic. Tre featurette esaminano la trama, le scene d'azione e la storia d'amore, e una serie di dodici brevi dietro le quinte per il web coprono la produzione complessiva del film. Il DVD de L'attacco dei cloni presenta anche un trailer di un cortometraggio in stile mockumentary noto come R2-D2: Beneath the Dome. Alcuni negozi hanno offerto il mockumentary completo come disco bonus esclusivo per un piccolo extra. Il film dà uno sguardo alternativo alla "vita" del droide R2-D2. La storia, approvata da Lucas, doveva essere spiritosa.
L'edizione DVD fu ripubblicata in un cofanetto intitolato Star Wars: Prequel Trilogy, insieme agli altri due film della trilogia prequel, il 4 novembre 2008 (in Italia il 7 ottobre). Il 17 ottobre 2013 il cofanetto fu sostituito da un'edizione che include solo il primo disco per ogni film.
L'esalogia completa di Guerre stellari venne distribuita in un cofanetto Blu-ray Disc il 16 settembre 2011 (in Italia il 13 settembre). Il disco del film contiene il commento audio dell'edizione DVD e delle annotazioni inedite composte da interviste d'archivio con cast e troupe. I contenuti speciali relativi al film (completamente inediti) furono invece inclusi in un disco bonus insieme a quelli degli altri due film della trilogia. Il 30 settembre 2011 il film fu riedito in un cofanetto insieme agli altri due episodi (senza però il disco bonus), mentre il 12 novembre 2015 è stato ristampato singolarmente in edizione limitata steelbook.
Il 7 aprile 2015, Walt Disney Studios, 20th Century Fox e Lucasfilm hanno annunciato congiuntamente le uscite digitali dei sei film di Guerre stellari fino ad allora usciti. Walt Disney Studios Home Entertainment ha rilasciato L'attacco dei cloni tramite iTunes Store, Amazon Video, Vudù, Google Play e Disney Movies Anywhere il 10 aprile 2015.

### Riedizione 3D
Il 28 settembre 2010 è stato annunciato che tutti i sei film della serie sarebbero stati convertiti in 3D da parte di Prime Focus sotto stretta sorveglianza della Industrial Light & Magic per poi venire ridistribuiti in ordine di episodio. L'attacco dei cloni avrebbe dovuto essere riedito in 3D il 20 settembre 2013, ma il progetto è stato rimandato in quanto la Lucasfilm ha preferito concentrarsi sulla produzione di Star Wars - Il risveglio della Forza. Tuttavia, la versione 3D del film è stata proiettata alla Star Wars Celebration Europe nel luglio 2013 e ad una retrospettiva su Dennis Muren tenutasi a San Rafael il 23 novembre 2014.

## Accoglienza

### Incassi
Prodotto con un budget di 115 milioni di dollari, il film ne incassò 302 191 252 in Nord America e 343 065 200 all'estero, per un totale di 645 256 452 in tutto il mondo. Benché un successo finanziario, fu tuttavia oscurato dall'ancora maggiore successo al botteghino de La minaccia fantasma di tre anni prima. Non fu il film di maggior incasso dell'anno, né in America del Nord (dove finì al terzo posto) né in tutto il mondo (dove fu quarto), divenendo il primo film di Guerre stellari a non ottenere questa distinzione. In America del Nord fu superato da Spider-Man e Il Signore degli Anelli - Le due torri, che inoltre furono accolti meglio dalla critica. In tutto il mondo fu superato anche da Harry Potter e la camera dei segreti, benché in Nord America avesse incassato più di quest'ultimo film. Al netto dell'inflazione, L'attacco dei cloni ha ottenuto l'incasso più basso tra i film della saga al botteghino nordamericano pur essendo tra i cento maggiori incassi di sempre.
Le successive riedizioni hanno portato l'incasso complessivo del film a 653780724 $.

### Critica
Il film ricevette recensioni contrastanti da parte della critica. Tra le 258 recensioni raccolte dal sito Rotten Tomatoes, il 65% sono positive, con un voto medio di 6,5; il consenso recita: «Star Wars: Episodio II - L'attacco dei cloni beneficia di una maggiore enfasi sull'azione entusiasmante, benché essa sia ancora una volta indebolita da plot point pesanti e da personaggi sottosviluppati». Su Metacritic il film ha un punteggio di 54/100 basato su 39 recensioni, che indica "recensioni contrastanti o medie".
Una recensione negativa venne da Kenneth Turan del Los Angeles Times, che definì i dialoghi del film "ingessati" e "piatti". James Berardinelli di ReelViews.net recensì positivamente il film, dicendo che "in un'epoca in cui, il più delle volte, i sequel deludono, è piacevole scoprire qualcosa di così alto profilo che soddisfa la promessa del suo nome e aggiunge un altro titolo ad un lascito pianificato". Mike Clark di USA Today si è lamentato della Portman e di Hayden Christensen, interprete di Anakin; ha scritto, "Entrambi parlano in modo monotono dando un effetto doppiamente mortale".
Roger Ebert, che aveva lodato tutti i precedenti film di Guerre stellari, diede al film solo due stelle su quattro, non apprezzando la recitazione e facendo notare che "come ammiratore della freschezza e dell'energia dei film precedenti, sono rimasto sorpreso, alla fine di Episodio II, di rendermi conto di non aver ascoltato nemmeno una frase memorabile". In particolare, riguardo ai dialoghi di Anakin e Padmé, disse che "non c'è nemmeno una parola romantica che i due si scambino che non sia da tempo ridotta a un cliché". Leonard Maltin, anch'egli ammiratore dei precedenti capitoli della saga, assegnò due stelle su quattro alla pellicola, citando la "storia troppo lunga" come motivo della sua insoddisfazione e aggiungendo che "caratterizzazioni e dialoghi legnosi non aiutano".

## Riconoscimenti
- 2003 - Premio Oscar[45]
  - Candidato per i migliori effetti speciali a Rob Coleman, Pablo Helman, John Knoll e Ben Snow
- 2002 - Saturn Award
  - Candidato per il Cinescape Genre Face of the Future Award a Hayden Christensen
- 2003 - Saturn Award
  - Migliori costumi a Trisha Biggar
  - Migliori effetti speciali a Rob Coleman, Pablo Helman, John Knoll e Ben Snow
  - Candidato per il miglior film di fantascienza
  - Candidato per il miglior attrice a Natalie Portman
  - Candidato per il miglior attore emergente a Hayden Christensen
  - Candidato per la miglior regia a George Lucas
  - Candidato per il miglior colonna sonora a John Williams
- 2002 - Awards Circuit Community Awards
  - Candidato per i migliori effetti visivi
- 2000 - BMI Film & TV Award
  - BMI Film Music Award a John Williams
- 2002 - Bogey Awards
  - Bogey Award in Platino
- 2003 - Critics' Choice Awards
  - Candidato per la miglior recitazione digitale a Frank Oz
- 2003 - Empire Awards
  - Miglior scena al duello di Yoda
- 2003 - Gold Derby Awards
  - Candidato per i migliori effetti visivi a Vicki L. Engel e David Young
- 2002 - Golden Schmoes Awards
  - Candidato per i migliori effetti speciali
  - Candidato per la peggior delusione
  - Candidato per il miglior film di fantascienza
  - Candidato per il miglior personaggio a Frank Oz
- 2003 - Italian Online Movie Awards
  - Candidato per i migliori effetti visivi
  - Candidato per i migliori effetti sonori
- 2003 - Golden Reel Award
  - Candidato per il miglior montaggio sonoro negli effetti sonori a Ben Burtt, Matthew Wood, Teresa Eckton, Bruce Lacey, Christopher Scarabosio, Mary Helen Leasman e Kevin Sellers
- 2003 - MTV Movie Awards
  - Miglior combattimento a Christopher Lee
  - Candidato per la miglior performance virtuale a Yoda
  - Candidato per la miglior sequenza d'azione alla battaglia nell'arena
- 2003 - Online Film & Television Association Award
  - Candidato per il miglior missaggio sonoro a Ben Burtt, Rick Kline, Gary Rizzo e Michael Semanick
  - Candidato per il miglior montaggio degli effetti sonori a Ben Burtt e Matthew Wood
  - Candidato per i migliori effetti visivi a Rob Coleman, Pablo Helman, John Knoll e Ben Snow
- 2003 - Online Film Critics Society Award
  - Candidato per i migliori effetti visivi a David Young
  - Candidato per il miglior sonoro a Ben Burtt e Matthew Wood
- 2003 - Phoenix Film Critics Society Awards
  - Migliori effetti speciali a Rob Coleman, Pablo Helman, John Knoll e Ben Snow
- 2003 - Razzie Awards
  - Peggior attore non protagonista a Hayden Christensen
  - Peggior sceneggiatura a George Lucas e Jonathan Hales
  - Candidato per il peggior film
  - Candidato per la peggior attrice non protagonista a Natalie Portman
  - Candidato per la peggior coppia a Hayden Christensen e Natalie Portman
  - Candidato per il peggior regista a George Lucas
  - Candidato per il peggior remake o sequel
- 2003 - Satellite Award
  - Candidato per i migliori costumi a Trisha Biggar
- 2003 - SFX Awards
  - Candidato per il miglior film
  - Candidato per il miglior regista a George Lucas
  - Candidato per la miglior colonna sonora a John Williams
- 2002 - Teen Choice Awards
  - Miglior attrice in un film drammatico o d'azione a Natalie Portman
  - Candidato per il miglior film drammatico o d'azione
  - Candidato per il miglior attore in un film drammatico o d'azione a Hayden Christensen
  - Candidato per la migliore intesa a Natalie Portman e Hayden Christensen
- 2003 - Stinkers Bad Movie Awards
  - Peggior attore non protagonista a Hayden Christensen
- 2003 - Visual Effects Society Awards[46]
  - Best Matte Painting in a Motion Picture a Paul Huston, Yusei Uesugi e Jonathan Harb
  - Candidato per Best Visual Effects in an Effects Driven Motion Picture a John Knoll, Ben Snow, Pablo Helman e Rob Coleman
  - Candidato per Best Character Animation in a Live Action Motion Picture a Rob Coleman, Hal T. Hickel, Chris Armstrong e James Tooley
  - Candidato per Best Models and Miniatures in a Motion Picture a Brian Gernand, Russell Paul, Geoff Campbell e Jean Bolte
  - Candidato per Best Visual Effects Photography in a Motion Picture a Pat Sweeney, Martin Rosenberg, Carl Miller e Fred Meyers
  - Candidato per Best Effects Art Direction in a Motion Picture ad Alex Jaeger, Doug Chiang, Erik Tiemens e Ryan Church
- 2002 - World Soundtrack Awards
  - Miglior colonna sonora originale a John Williams
- 2000 - Young Artist Awards
  - Candidato per Best Performance in a Feature Film - Supporting Young Actor a Daniel Logan
  - Candidato per Best Family Feature Film - Fantasy

## Altri media
Furono prodotti diversi adattamenti tie-in del film, come un videogioco per Game Boy Advance e un adattamento a fumetti in quattro parti scritto da Henry Gilroy e pubblicato dalla Dark Horse Comics.
Il film fu inoltre adattato in un romanzo per ragazzi, scritto da Patricia Wrede e pubblicato da Scholastic, e in un romanzo ufficiale affidato allo scrittore R. A. Salvatore che include alcune scene assenti nel film.